# Lettoneva
Lettoneva är en sumpmark i Finland. Den ligger i Kankaanpää i landskapet Satakunta, i den sydvästra delen av landet, 240 km nordväst om huvudstaden Helsingfors.